# Нефьодов Анатолій Іванович
Анатолій Іванович Нефьодов (1914—1973) — полковник Радянської Армії, учасник радянсько-фінської, німецько-радянської та радянсько-японської війни, Герой Радянського Союзу (1940).

## Біографія
Народився 5 жовтня 1914 року в місті Пирятин (зараз Полтавська область України). Після закінчення середньої школи та автодорожнього технікуму працював на заводі в Харкові. Паралельно з роботою займався в аероклубі. У вересні 1934 року Нефьодов був призваний на службу в Робітничо-селянську Червону Армію. У 1935 році закінчив Харківську військову авіаційну школу льотчиків і льотчиків-спостерігачів.
Брав участь у боях радянсько-фінської війни, був командиром загону 12-ї окремої винищувальної ескадрильї ВПС Балтійського флоту. На чолі свого загону Нефьодов займався повітряною розвідкою, патрулюванням, бомбардуванням та штурмовку скупчень фінської бойової техніки і живої сили. Особисто зробив декілька десятків бойових вильотів, збивши 2 ворожих літака. 2 лютого 1940 року під час повернення на місце дислокації Нефьодов виявив збитий над ворожою територією екіпаж бомбардувальника, що дозволило його врятувати від полону.
Указом Президії Верховної Ради СРСР від 21 квітня 1940 року за «мужність і героїзм, проявлені в боях» старший лейтенант Анатолій Нефьодов був удостоєний високого звання Героя Радянського Союзу з врученням ордена Леніна і медалі «Золота Зірка» за номером 475.

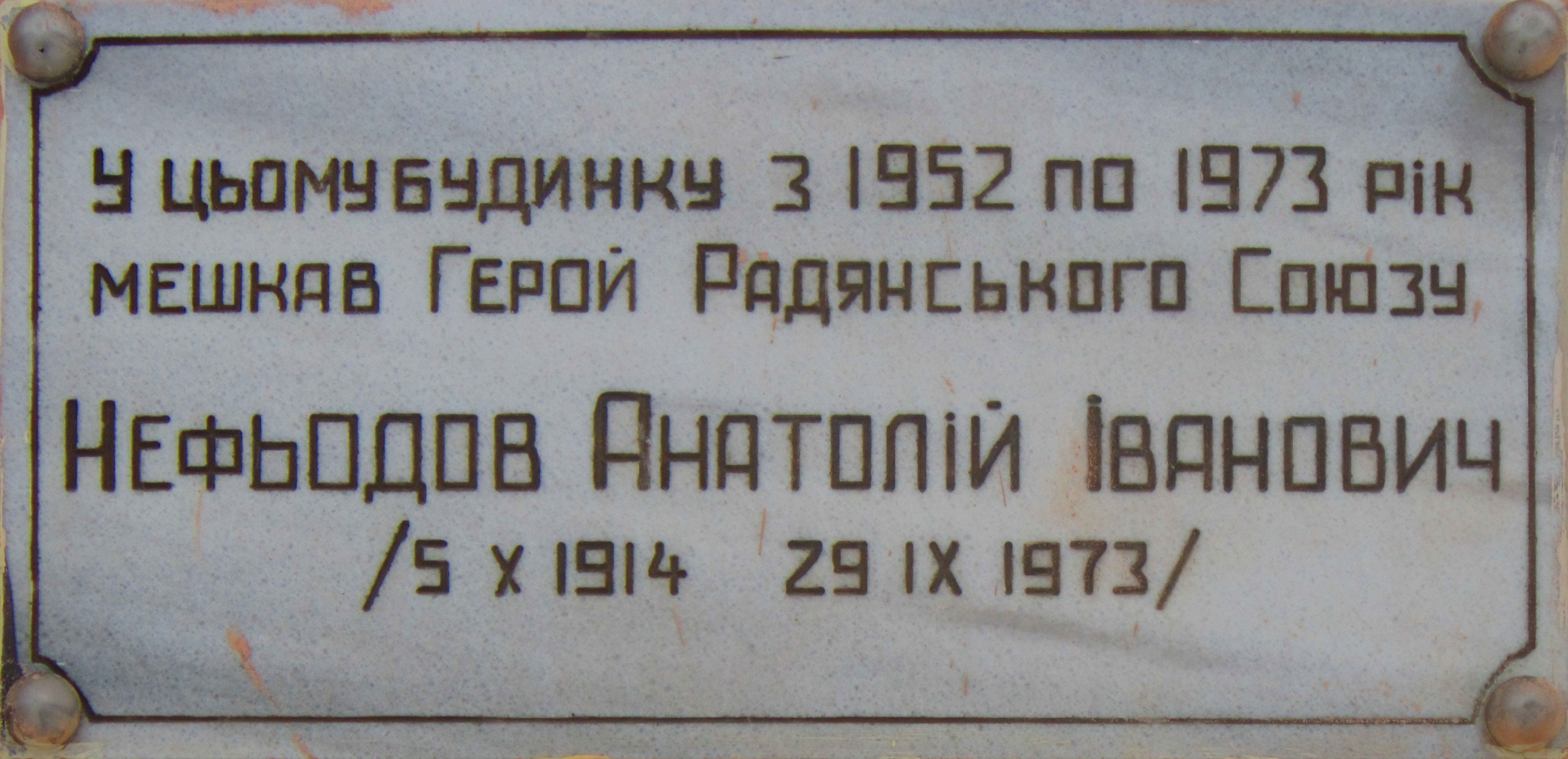
Меморіальна дошка на будинку, де мешкав Нефьодов (демонтована 13.02.2025)

Брав участь у боях Німецько-радянської війни, був важко поранений, збив 13 ворожих літаків. У 1943 році закінчив Військово-морську академію. Також брав участь у боях радянсько-японської війни. Після її закінчення продовжив службу в Радянській Армії. У серпні 1962 року в званні полковника Нефьодов був звільнений у запас. Мешкав у Харкові, працював у КБ при заводі «Електромашина». Помер 29 вересня 1973 року, похований на харківському кладовищі № 2.

## Нагороди
- Герой Радянського Союзу (21.04.1940)
- Орден Леніна (21.04.1940)
- Орден Червоного Прапора
- Вітчизняної війни 1-го ступеня (2.02.1945)
- Орден Червоної Зірки (1955)
- медалі[1].